# Gudalur
Gudalur là một thị xã panchayat của quận The Nilgiris thuộc bang Tamil Nadu, Ấn Độ.

## Địa lý
Gudalur có vị trí 9°41′B 77°16′Đ / 9,68°B 77,27°Đ Nó có độ cao trung bình là 416 mét (1364 feet).

## Nhân khẩu
Theo điều tra dân số năm 2001 của Ấn Độ, Gudalur có dân số 43.038 người. Phái nam chiếm 50% tổng số dân và phái nữ chiếm 50%. Gudalur có tỷ lệ 73% biết đọc biết viết, cao hơn tỷ lệ trung bình toàn quốc là 59,5%: tỷ lệ cho phái nam là 78%, và tỷ lệ cho phái nữ là 68%. Tại Gudalur, 13% dân số nhỏ hơn 6 tuổi.